# 1301 w sztukach plastycznych

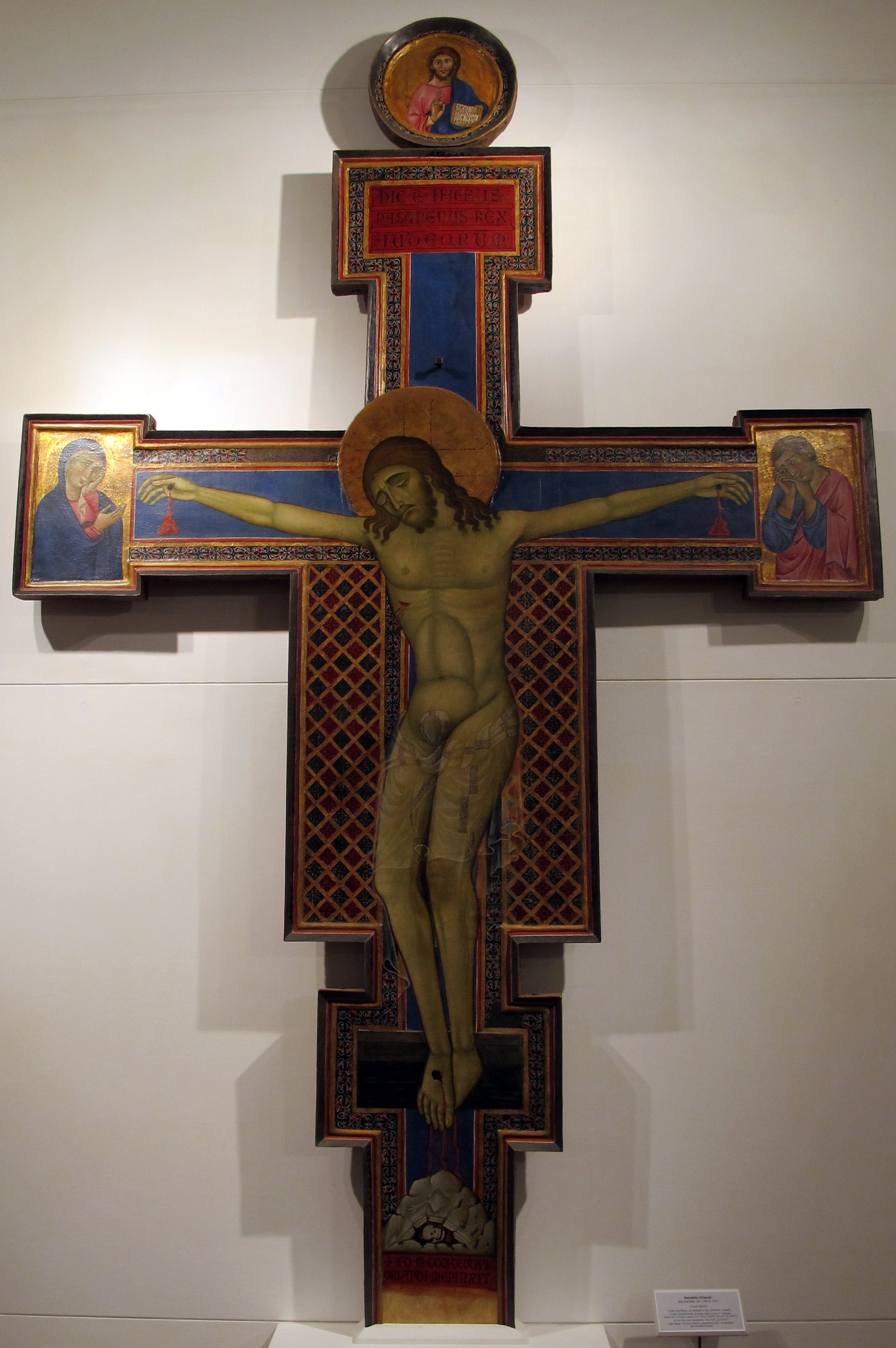
Krucyfiks, Deodato Orlandi

Wydarzenia w sztukach plastycznych i wizualnych w 1301 roku.

## Nowe dzieła
- Deodato Orlandi

Krucyfiks (Piza, San Miniato al Tedesco)
Madonna (Piza, Museo Nazionale di San Matteo)